# 1P-AL-LAD
1P-AL-LAD（1-propanoyl-6-allyl-6-nor-LSD，1-丙酰基-6-烯丙基-6-去甲-LSD）是一种有机化合物，化学式为C25H31N3O2，为迷幻药物麥角酸二乙酰胺（LSD）的衍生物和AL-LAD（6-烯丙基-6-去甲-LSD）的前药。